# Bert Addinall
Albert William « Bert » Addinall, né le 30 janvier 1921 à Marylebone et mort en mai 2005 dans le Surrey, est un footballeur anglais.

## Carrière
| saison    | club                     | pays       | matchs | buts |
| --------- | ------------------------ | ---------- | ------ | ---- |
| 1946-1953 | Queens Park Rangers      | Angleterre | 150    | 59   |
| 1952-1954 | Brighton and Hove Albion | Angleterre | 60     | 31   |
| 1954-1955 | Crystal Palace           | Angleterre | 12     | 2    |